# 越山会
越山会（えつざんかい）は、内閣総理大臣を務めた新潟県選出の政治家田中角栄の後援会。田中家系列の越後交通（新潟県長岡市）本社に本部を置き、最盛期には300以上の支部と約9万5千人の会員を擁した。
1953年に正式に発足し、田中角栄の政界引退に伴い1990年に解散した。「最後の越山会議員」であった星野伊佐夫が2023年新潟県議会議員選挙に出馬せず、越山会出身議員は地元政界からも姿を消した。
田中は越山会に支えられた大量得票を背景に中央政界で大きな影響力を発揮し、公共事業や就職斡旋など地元からの陳情を吸い上げて実現させる利益誘導型政治の典型であったが、これにより新潟県のインフラストラクチャー整備が進んだとも評価されている。

## 概要
越山会の前身ともいえる田中角栄の後援会は、清水村の若者十数名が作った田中党が始まりとされている。しかし若者たちが清水村を離れると、やがて消滅した。他にも越路会をはじめ各地に後援会があった。
1953年4月の第26回衆議院議員総選挙で田中は4回目の当選を果たす。加茂市では、田中の陸軍時代の上官であった片岡甚松（後の越後交通社長）、そのおじの材木商の菊田次郎らが取り仕切っている後援会がすでにあったが、田中の願いにより、新たに組織をつくりなおすこととなった。満州の第24連隊の兵舎で田中と枕を並べた材木商の高野清治、旧加茂町助役の渡辺清平が加わり、同年6月28日、「越山会」が発足した。命名は田中の指示によると言われている。初代会長には菊田次郎が就いた。改名の動きはすぐに隣町に影響を与えた。同年9月15日、下田村（現在は三条市の一部）でも「越山会」が発足した。両組織の旗揚げは田中のライバルの亘四郎の強力な地盤の下で行われた。越山会は加茂市80名、下田村83名の計163名で発足した。
名称の由来は、田中角栄が1947年の初当選後から愛用していた雅号「越山」に因む。越後の戦国大名上杉謙信が七尾城の戦いを制し能登平定を果たした際に詠んだ漢詩『十三夜』の一節「越山併得能州景」から取っているとする説もあるが、田中の1965年11月発行の機関紙『越山』創刊号において「号は字義通り越後の山という意味と、東京を行き来するには山を越えなければならないという意味しかない」と明確に否定されている。しかし、中澤雄大『角栄の「遺言」 「田中軍団」最後の秘書 朝賀昭』所収「「越山会」誕生」には昭和36年（1961年）、会の名前を決める際に秘書の佐藤昭子と相談した際、角栄が「こんなのはどうかネ」と上杉謙信の漢詩『十三夜』を見つけてきて、越山の名前が決まった旨の記述がある。また佐藤昭子が出した『決定版 私の田中角栄日記』所収「政調会長になって作った「越山会」」の所にも『十三夜』の一節から言葉を選んで「越山会」としたとある。なお、上杉謙信はしばしば関東に出兵したが（小田原城の戦い (1560年)など）、これも越山と呼ばれた。
加茂市、下田村での発足をきっかけに、田中の地盤である新潟3区の全市町村に相次いで結成され、既に存在していた後援会も合流または改名し、越山会となった。越山会の発足については支部によって、1951年に創業の秘書曳田照治の出身地南魚沼郡上田村が発足地という説、同26年に北魚沼郡で田中後援会と越路会が合流したのが始まりという説を主張する者たちがいる。
1960年10月に越後交通が発足すると、越後交通本社に越山会の本部が置かれ、越山会全体の事務を取り仕切る秘書課が設けられた。秘書課は得票率という概念を持ち込み、選挙の翌日か翌々日には各支部にパーセンテージとして配られ、各支部は得票率を競い合って集票活動にさらに熱心になった。これは、後の越後交通社長田中勇の発案とされる。
田中の出生地である柏崎市刈羽郡は発足が最も遅く、1970年頃であった。会員には革新政党の支持者も多くいた。
地区越山会（支部に当たる）は細分化して317にものぼり、さらにその上に郡市単位の連絡協議会があり、選挙指令は徹底されていたことが田中の大量得票の源泉となった。
越山会の名物に、「目白詣で」があった。新潟県から団体で2泊3日の日程を組んで、田中と関係の深い国際興業のバスで東京の目白にある田中邸を訪れ、田中と面談、記念撮影をし、東京観光をするというものであった。これは地元筆頭秘書本間幸一の発案で、旅行の珍しかった当時としては画期的なことであり、支持基盤を固めるのに大いに役立ったという。これは全国の代議士で初めてのことであり、先駆けとなった。
地元の土木業界関係者に大きな力を持ち、目白の田中邸詰め秘書である山田泰司が新潟を訪れ、公共事業に関する陳情を受け整理することを「越山会査定」と呼んだ。査定に不満を述べる業者も、「目白で交通整理が済んでいる」と言われると沈黙した。
田中の秘書佐藤昭子が責任者として経理の一切を担当、「越山会の金庫番」「越山会の女王」と称された。最盛期には会員数9万5千人を数えるまでになり、中には野党支持者も入会していた。
1976年に田中が外為法違反の疑いで逮捕（ロッキード事件）されると、幹部会は全国で起こる批判に抗するように、全会一致で立候補を確認した。田中も新潟3区に張り付き、辻説法で選挙を戦った。結果、第34回総選挙では総理就任時に次ぐ16万8522票という大量得票で再選となった。同年の総選挙・新潟3区の地方自治体のうち、越山会に属する市町村長は18人、県議は10人、市町村議は260人もいた。
1977年3月、全越山会青年部長を務め、現職県会議員である桜井新が衆議院選挙に出馬を決意すると、南魚沼郡の越山会は分裂した。田中の意向は出馬反対であったが渋々認め、「（兄弟ながら同一選挙区で立候補をした）岸（信介）と佐藤（栄作）の例を見ても兄弟でも他人だ。票はやらないがとにかく頑張れ」と言ったとされる。1979年の第35回総選挙は桜井が僅差で落選したが、それまで田中が盤石の強さを見せていた魚沼では桜井が2600票も上回り、地殻変動が起きた。
1983年12月、田中がロッキード事件の一審有罪判決を受けての第37回総選挙（田中判決解散）が行われると、それまで2度行われた総選挙での田中の得票が減り続けていたため結果が注目されたが、危機感を覚えた越山会側の引き締めと田中の必死の選挙活動で、戦後衆院選史上歴代2位となる22万761票という大量得票で当選した。
1986年7月に行われた第38回総選挙は、前年に田中が脳梗塞で倒れていたため政治活動ができる状態ではなかったが、越山会の支持者が活動し、17万9062票で当選した。
田中が1990年に代議士を引退した後、越山会からは後継者を擁立しないことを確認し、その後、解散した。越山会最高幹部だった西山町長江尻勇は同年、同町からの公金流用が明るみになり逮捕され、塩田潮は「かつての田中王国の崩壊を全国の人々に印象づけた。角栄の政界引退によって、リーダーなき越山会はいずれ崩壊の道をたどるであろう、と誰もが薄々感じていた。それがこの事件ではっきりと形になって現われた」と評している。角栄の長女田中眞紀子が衆議院選挙に出馬したときには越山会の復活が注目されたが、真紀子との方針があわず、結局、旧六日町支部所属会員など一部が支持するのみだった。
越山会は、その後の政治家の参考対象になっている。後に陸山会事件が起きた小沢一郎の後援会組織「陸山会」や中村喜四郎の後援会組織「喜友会」などの例がある。